# Bohúňovo
Bohúňovo és un poble i municipi d'Eslovàquia. Es troba a la regió de Košice, a l'est del país.

## Història
La primera referència escrita de la vila data del 1243.

## Demografia
| Godina             | 1994 | 2004   | 2014    | 2024   |
| ------------------ | ---- | ------ | ------- | ------ |
| Nombre de persones | 333  | 323    | 275     | 266    |
| Diferència         |      | −3,00% | −14,86% | −3,27% |

| Godina             | 2023 | 2024   |
| ------------------ | ---- | ------ |
| Nombre de persones | 268  | 266    |
| Diferència         |      | −0,74% |